# Apple A10X
Az Apple A10X Fusion az Apple Inc. által tervezett 64 bites ARM-alapú egylapkás rendszer (SoC), amelyet a TSMC gyártott. Először a 10,5 hüvelykes iPad Pro és a második generációs 12,9 hüvelykes iPad Pro készülékekben jelent meg, mindkettőt 2017. június 5-én jelentették be. Az A10X az A10 egy változata. Az Apple állítása szerint CPU-ja 30%-kal, GPU-ja pedig 40%-kal gyorsabb, mint elődje, az A9X egységei.

## Tervezés
Az A10X csip az Apple által tervezett 64 bites 2,38 GHz-es ARMv8-A architektúrájú, hat magos CPU-val rendelkezik, három nagy teljesítményű Hurricane maggal és három energiatakarékos Zephyr maggal. Az A10X egy tizenkét magos grafikai processzort (GPU) is magában foglal, ami feltehetőleg ugyanaz, mint az Apple egyedi kialakítású Imagination PowerVR magjai, amelyeket az A10-ben is használtak. Az A10X egy beágyazott M10-es mozgásfeldolgozó társprocesszort is tartalmaz.
A TSMC 10 nm-es FinFET folyamatával készült, lapkamérete 96,4 mm2, ezzel az A10X 34%-kal kisebb, mint az A9X, és megjelenésekor ez volt a legkisebb iPad SoC.
Az A10X volt az első10 nm-es TSMC csip, amelyet fogyasztói eszközökben használtak.
Az A10X csip 4 GiB LPDDR4 memóriát tartalmaz beépítve a második generációs 12,9 hüvelykes iPad Pro és a 10,5 hüvelykes iPad Pro készülékekben, és 3 GiB-ot a 4K Apple TV-ben.
Az A10X támogatja a H.264 videokodek kódolását, és a HEVC, H.264, MPEG-4 és Motion JPEG kodekek dekódolását.

## Apple A10X csipet tartalmazó eszközök
- iPad Pro 10,5 hüvelykes (2017)
- iPad Pro 12,9 hüvelykes (2. generáció, 2017)
- Apple TV 4K (2017)

## Fordítás
Ez a szócikk részben vagy egészben  az   Apple A10X című angol Wikipédia-szócikk ezen változatának fordításán alapul.  Az eredeti cikk szerkesztőit annak laptörténete sorolja fel. Ez a jelzés csupán a megfogalmazás eredetét és a szerzői jogokat jelzi, nem szolgál a cikkben szereplő információk forrásmegjelöléseként.